# Terebra swobodai
Terebra swobodai é uma espécie de gastrópode do gênero Terebra, pertencente a família Terebridae.